# Tình yêu và lòng chân thật của Fyodor Tyutchev
Tình yêu và lòng chân thật của Fyodor Tyutchev (tiếng Nga: Любовь и правда Фёдора Тютчева) là một bộ phim về cuộc đời thi sĩ Fyodor Tyutchev của đạo diễn Natalia Bondarchuk, ra mắt năm 2003.
Truyện phim dựa theo cuốn sách Những lời tiên tri về đất nước mình của Fyodor Tyutchev của Vadim Kozhinov cùng một số tác phẩm của Svetlana Dolgopolova và Yekaterina Poltanova.

## Diễn viên
- Nikolai Burlyaev... Fyodor Tyutchev
- Natalia Bondarchuk... Ernestina Pfeffl (vợ thứ hai của Fyodor Tyutchev)
- Irina Bezrukova... Yelena Denisyeva
- Anna Mikhalkova... Anna (con gái lớn của Fyodor Tyutchev)
- Марина Пьянова... Дарья Тютчева
- Марина Бурляева... Екатерина Тютчева
- Инга Шатова... Элеонора Тютчева, первая жена поэта